# IC 2267
IC 2267 — галактика типу SBc () у сузір'ї Рак.
Цей об'єкт міститься в оригінальній редакції індексного каталогу.